# Torneo de Ecuador 2015

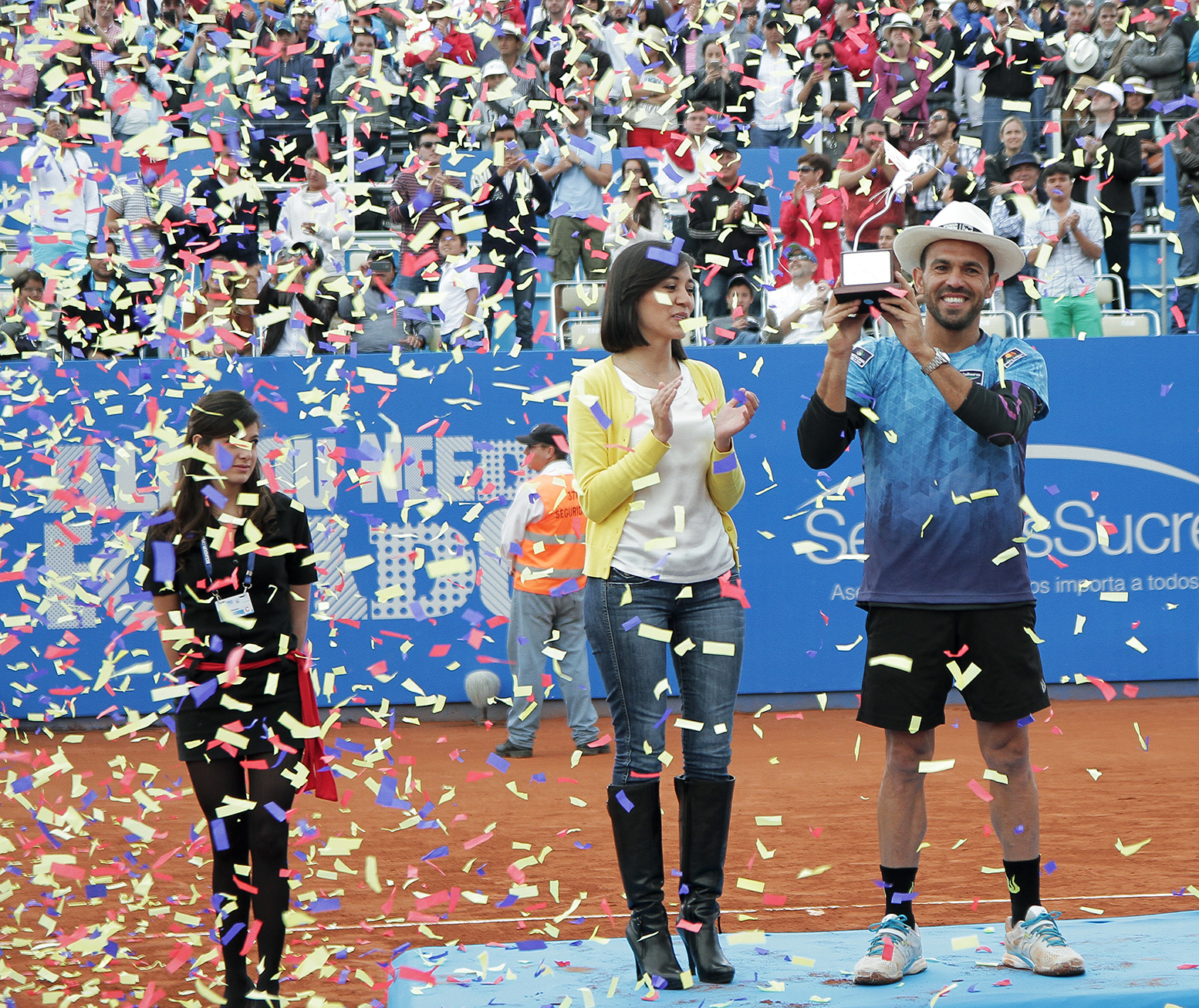
Víctor Estrella, campeón del torneo 2015 (singles).

El Ecuador Open Quito 2015 es un torneo de tenis que pertenece a la ATP en la categoría de ATP World Tour 250. Será la novena edición del torneo y se disputará del 2 al 8 de febrero de 2015 sobre tierra batida en Quito, Ecuador.

## Distribución de puntos
| Modalidad            | Campeón | Finalista | Semifinales | Cuartos de final | 2ª ronda | 1ª ronda | Clasificados | 2ª ronda de clasificación | 1ª ronda de clasificación |
| Individual masculino | 250     | 165       | 100         | 50               | 25       | 0        | 13           | 7                         | 0                         |
| Dobles masculino     | 250     | 150       | 90          | 45               | 20       | 0        | -            | -                         | -                         |

## Cabeza de serie

### Individuales Masculinos
| Tenista           | Ranking | Preclasificada |
| Feliciano López   | 14      | 1              |
| Santiago Giraldo  | 32      | 2              |
| Fernando Verdasco | 33      | 3              |
| Martin Kližan     | 34      | 4              |
| Paolo Lorenzi     | 64      | 5              |
| Thomaz Bellucci   | 65      | 6              |
| Dušan Lajović     | 68      | 7              |
| Víctor Estrella   | 77      | 8              |

- Ranking del 19 de enero de 2015

### Dobles Masculinos
| Tenista                           | Ranking | Preclasificada |
| Treat Huey Scott Lipsky           | 85      | 1              |
| Feliciano López Oliver Marach     | 119     | 2              |
| Johan Brunström Nicholas Monroe   | 132     | 3              |
| Marcelo Demoliner Austin Krajicek | 171     | 4              |

## Campeones

### Individuales masculinos
Víctor Estrella venció a  Feliciano López por 6-2, 6-7(5), 7-6(5)

### Dobles masculinos
Gero Kretschmer /  Alexander Satschko vencieron a  Víctor Estrella /  João Souza por 7-5, 7-6(3)